# 志慶真龍我
志慶真 龍我（しげま りょうが、1982年4月5日 - ）は、日本のハンドボール選手。沖縄県出身。ポジションはレフトウイング。
沖縄市立越来中学校卒業後はハンドボールチームコザクラブに所属。2008年より琉球コラソンに入団。